# Auf der Sonnenseite (1919)
Auf der Sonnenseite (Originaltitel: Sunnyside) ist eine US-amerikanische Filmkomödie von Charles Chaplin aus dem Jahre 1919.

## Handlung
Im Dorf Sunnyside ist Charlie als Landarbeiter angestellt, arbeitet jedoch auch als „Mädchen für alles“ im heruntergekommenen Landhotel „Evergreen“ und als Verkäufer im zugehörigen Geschäft. Mit Gewalt muss ihn sein Boss am Morgen aus dem Bett werfen. Um sich Zeit beim Frühstückmachen zu ersparen, lässt er ein Huhn das Ei für das Omelett direkt in die Pfanne legen und melkt die Milch von der Kuh direkt in die Tassen. Noch bevor er das Frühstück beenden kann, wird er von seinem Boss aus dem Haus gejagt.
Die Dorfbewohner begeben sich zur Sonntagsmesse, während Charlie die Kühe zur Weide treiben muss. Durch eine Unaufmerksamkeit verliert er die Herde. Im Dorf trifft er auf die Tiere, wird aber von einem Bullen davongetragen und fällt von dessen Rücken von einer Brücke. Er träumt von vier tanzenden Nymphen, die ihn mit einer Blume wachkitzeln. Tanzend vergnügt er sich mit ihnen, bis er aus dem Graben gezogen und von seinem Boss zurück in die Realität getreten wird.
Nach einem Rendezvous mit der Dorfschönheit kommt Charlie wieder zu spät ins Hotel. Ein junger Mann aus der Stadt hat mit seinem Auto einen Unfall im Dorf und wird in das Hotel gebracht. Dort lernt der Mann die Dorfschönheit kennen, geht zu ihr nach Hause und Charlie hat bei ihr keine Chance mehr. – Sein Boss weckt Charlie rüde aus diesem Alptraum, er war auf einem Stuhl eingeschlafen.
Glücklich fällt er seiner Geliebten nach der Abfahrt des reichen Mannes in die Arme.

## Hintergrund
Sunnyside war Chaplins dritter Film für First National. Er diente nur noch der Vertragserfüllung; Chaplin hatte sich bereits seit Anfang 1919 mit Douglas Fairbanks, Mary Pickford und David Wark Griffith als United Artists für einen anderen Vertriebsweg entschieden. Der Film entstand in Chaplins Studio und wurde am 15. Juni 1919 veröffentlicht.

## Kritiken
Der Film hatte nur mäßigen Erfolg beim Publikum, da Chaplin hier von seiner gewohnten Rolle abwich und die Erfindungen der Filmfigur der Erleichterung der übermäßigen Arbeit und nicht – wie sonst üblich – deren Abwälzung auf andere dienten.